# اشگول معمولی
اشگول (نام علمی: Glis glis) نام یک گونه از تیره سنجابک‌ها است.

## پراکنش
در اروپا و آسیای مرکزی پراکنده‌است در ایران در استان‌های گیلان مازندران استان گلستان و استان تهران دیده می‌شود

## زیستگاه
سنجابک در جنگل‌های خزان کننده و گاهی در باغ‌های میوه زندگی می‌کند.

## اندازه
بدن این پستاندار ۱۳۰ تا۱۹۰ میلی‌متر و طول دم آن ۱۱۰ تا ۱۷۴ میلی‌متر و وزنش ۷۰ تا ۲۰۰ گرم است (بزرگترین سنجابک ایران)

## ریخت‌شناسی
جثه ای متوسط دارد اما از سنجاب کوچکتر است. دمی بلند وپشمالو و چشمان گرد دارد و گوش‌های نسبتاً کوچک و گردی دارد. موهای پشتش به رنگ خاکستری و زیر بدنش به رنگ سفید است.

## رژیم غذایی
سنجابک از میوه‌ها ودانه‌های گیاهانی مانند تمشک سیب گردو بلوط زیتون و گاهی حشره‌ها و تخم پرندگان تغذیه می‌کند.

## زاد آوری
سنجابک ماده در اواخر فصل بهار بچه می‌زاید.